# Колизей Пепси
«Колизей Пепси» (фр. Colisée Pepsi) — крытая спортивная арена, расположенная в городе Квебек, провинция Квебек, Канада.
С 1972 по 1995 год служила домашней ареной для команды «Квебек Нордикс» (ВХА, НХЛ).

## История
Первый каток на месте нынешней арены «Колизей Пепси», открытый в павильоне сельского хозяйства провинциальной выставки в 1942 году, просуществовал 7 лет и сгорел дотла во время пожара 15 марта 1949 года. Потеряв единственную достойную арену для проведения матчей профессиональных команд (в том числе и «Квебек Эйсес», в составе которых блистал и собирал аншлаги юный Жан Беливо), мэр города, Люсьен Борн решает построить «Колизей» на месте сгоревшего катка.
Строительство арены по плану архитектора Роба Забровски началось 24 мая 1949 года и продолжалось лишь шесть месяцев, завершившись 8 декабря того же года. В этот же день состоялась первая встреча на арене «Колизей Квебека»: в пустом зале, где ещё не были установлены зрительские сиденья, состоялась встреча между «Квебек Эйсес» и «Квебек Цитаделлз». В течение следующей недели строители закончили установку мест на арене и 15 декабря 1949 года, в день официального открытия «Колизея», его вместимость составила 10 004 зрителя.
Во время реконструкции в 1980 году, в связи с вступлением «Квебек Нордикс» в НХЛ и возросшими требованиями к вместимости трибун, наряду с другими изменениями, было увеличено количество зрительских мест до 15 750. 18 ноября 1999 года компания Пепси выкупила права на название арены, а текущая вместимость составляет 15 176 человек.

## Соревнования
В 1971 году «Колизей» принимал финальную серию за Мемориальный кубок между «Квебек Рэмпартс» и «Эдмонтон Ойл Кингз», в итоге в трёхматчевой серии победил «Квебек». В 1974 году первая игра суперсерии СССР — Канада между канадскими звёздами из Всемирной хоккейной ассоциации и советской национальной сборной прошла на льду «Колизея». В Кубках Канады 1976 и 1991 годов арена «Колизей Квебека» приняла по одному матчу, а также обе встречи Рандеву-87. Арена «Колизей Пепси» совместно с ареной «Галифакс Метро Центр» выступили в качестве хозяев проведения чемпионата мира по хоккею с шайбой 2008 года.